# Nickelodeon Nieuw-Zeeland
Nickelodeon Nieuw-Zeeland is een Nieuw-Zeelandse televisiezender, in de Engelse taal. Er worden vooral cartoons op uitgezonden en is onderdeel van Nickelodeon internationaal. de eerste uitzending was op 29 juli 2006. 

## Programmering
- SpongeBob SquarePants
- iCarly
- The Fairly OddParents
- Jimmy Neutron
- Avatar
- Kappa Mikey
- Drake & Josh
- Zoey 101
- Unfabulous
- Ned's Declassified School Survival Guide
- Dark Oracle
- Just Jordan
- Danny Phantom
- Catscratch
- Romeo!
- Shuriken School
- The Wild Thornberrys
- Hey Arnold
- My Life as a Teenage Robot
- Shaun the Sheep
- The X's
- Life with Derek
- Team Galaxy
- Genie in the House
- Viva Piñata
- Trollz
- Mr Meaty
- Wayside
- Johnny Test
- The Naked Brothers Band
- Kenan & Kel
- The Amanda Show
- The Angry Beavers
- CatDog
- Chalkzone
- Aaahh!!! Real Monsters
- Rocko's Modern Life
- Blue's Clues
- The Backyardigans
- Dora the Explorer
- LazyTown
- Go, Diego, Go!
- Naturally, Sadie
- The Ren and Stimpy Show
- Blue's Room
- Growing Up Creepie
- El Tigre: The Adventures of Manny Rivera
- The Journey of Allen Strange
- Edgar and Ellen
- Skyland
- Back at the Barnyard
- The Mighty B!